# Santiago Jamiltepec
Jamiltepec (in lingua mixteca:Casandoo) è una località messicana a sud dello stato di Oaxaca, Ha un clima caldo, il territorio è collinare con un'altezza di 460 metri s.l.m..
Ha una popolazione di 10.107 abitanti (2010) composta per lo più da gruppi indigeni
Il paese ha una chiesa cattolica costruita dai domenicani.

## Etimologia
Jamiltepecin Nahuatl significa: Collina di Adobe (Mattone d'argilla cotto al sole).
Casandoo, potrebbe avere origine da: Casa + Ndoo e quindi "Mattone d'argilla cotto al sole".
| Controllo di autorità | VIAF (EN) 147744595 · LCCN (EN) n80069150 · BNF (FR) cb11952065z (data) · J9U (EN, HE) 987007550216905171 |